# Plantilles de la Copa del Món de futbol de 1986
Plantilles oficials de les seleccions classificades per la fase final de la Copa del Món de Futbol 1986 de Mèxic. Cada selecció pot inscriure 22 jugadors. Els equips participants són (cliqueu sobre el país per accedir a la plantilla):
| Equips participants | Equips participants | Equips participants | Equips participants |
| ------------------- | ------------------- | ------------------- | ------------------- |
| Argentina           | Bulgària            | Itàlia              | Corea del Sud       |
| Bèlgica             | Iraq                | Mèxic               | Paraguai            |
| Canadà              | França              | Hongria             | Unió Soviètica      |
| Algèria             | Brasil              | Irlanda del Nord    | Espanya             |
| Dinamarca           | Escòcia             | Uruguai             | Alemanya Occidental |
| Marroc              | Anglaterra          | Polònia             | Portugal            |

## Argentina
| #    | Posició        | Nom                 | Naixement           | P. Sel.        | Club               |
| ---- | -------------- | ------------------- | ------------------- | -------------- | ------------------ |
| 1    | Davanter       | Sergio Almirón      | 18 de novembre 1958 | -              | Newell's Old Boys  |
| 2    | Migcampista    | Sergio Batista      | 9 de novembre 1962  | -              | Argentinos Juniors |
| 3    | Migcampista    | Ricardo Bochini     | 25 de gener 1954    | -              | Independiente      |
| 4    | Davanter       | Claudio Borghi      | 28 de setembre 1964 | -              | Argentinos Juniors |
| 5    | Defensa        | José Luis Brown     | 10 de novembre 1956 | -              | Boca Juniors       |
| 6    | Defensa        | Daniel Passarella   | 25 de maig 1953     | -              | Fiorentina         |
| 7    | Migcampista    | Jorge Burruchaga    | 9 d'octubre 1962    | -              | Nantes             |
| 8    | Defensa        | Néstor Clausen      | 29 de setembre 1962 | -              | Independiente      |
| 9    | Defensa        | José Luis Cuciuffo  | 1 de febrer 1961    | -              | Vélez Sarsfield    |
| 10   | Migcampista    | Diego Maradona      | 30 d'octubre 1960   | -              | SSC Napoli         |
| 11   | Davanter       | Jorge Valdano       | 4 d'octubre 1955    | -              | Reial Madrid       |
| 12   | Migcampista    | Héctor Enrique      | 26 d'abril 1962     | -              | River Plate        |
| 13   | Defensa        | Oscar Garré         | 9 de desembre 1956  | -              | Ferro Carril Oeste |
| 14   | Migcampista    | Ricardo Giusti      | 11 de desembre 1956 | -              | Independiente      |
| 15   | Porter         | Luis Islas          | 22 de desembre 1965 | -              | Estudiantes        |
| 16   | Migcampista    | Julio Olarticoechea | 18 d'octubre 1958   | -              | Boca Juniors       |
| 17   | Davanter       | Pedro Pasculli      | 17 de maig 1960     | -              | Lecce              |
| 18   | Porter         | Nery Pumpido        | 30 de juliol 1957   | -              | River Plate        |
| 19   | Defensa        | Oscar Ruggeri       | 26 de gener 1962    | -              | River Plate        |
| 20   | Migcampista    | Carlos Tapia        | 20 d'agost 1962     | -              | Boca Juniors       |
| 21   | Migcampista    | Marcelo Trobbiani   | 17 de febrer 1955   | -              | Elx                |
| 22   | Porter         | Héctor Zelada       | 30 d'abril 1957     | -              | América            |
| Ent. | Carlos Bilardo | Carlos Bilardo      | Carlos Bilardo      | Carlos Bilardo | Carlos Bilardo     |

La plantilla fou numerada alfabèticament excepte els dorsals 6, 10 i 11 atorgats a Daniel Passarella, Diego Maradona i Jorge Valdano.

## Bulgària
| #    | Posició     | Nom                 | Naixement           | P. Sel.     | Club                |
| ---- | ----------- | ------------------- | ------------------- | ----------- | ------------------- |
| 1    | Porter      | Borislav Mikhailov  | 12 de febrer 1963   | -           | Vitosha Sofia       |
| 2    | Migcampista | Nasko Sirakov       | 26 d'abril 1962     | -           | Vitosha Sofia       |
| 3    | Defensa     | Nikolay Arabov      | 21 de febrer 1953   | -           | Sliven              |
| 4    | Defensa     | Pètar Petrov        | 20 de febrer 1961   | -           | Vitosha Sofia       |
| 5    | Defensa     | Georgi Dimitrov     | 14 de gener 1959    | -           | Sredec Sofia        |
| 6    | Migcampista | Andrey Zhelyazkov   | 9 de juliol 1952    | -           | Strasbourg          |
| 7    | Davanter    | Bozhidar Iskrenov   | 1 d'agost 1962      | -           | Vitosha Sofia       |
| 8    | Migcampista | Anyo Sadkov         | 28 de setembre 1961 | -           | Lokomotiv Plovdiv   |
| 9    | Davanter    | Stoycho Mladenov    | 24 d'abril 1957     | -           | Sredec Sofia        |
| 10   | Migcampista | Zhivko Gospodinov   | 6 de setembre 1957  | -           | Spartak Varna       |
| 11   | Migcampista | Plamen Getov        | 4 de març 1959      | -           | Spartak Pleven      |
| 12   | Defensa     | Radoslav Zdravkov   | 30 de juliol 1956   | -           | Sredec Sofia        |
| 13   | Defensa     | Aleksandar Markov   | 17 d'agost 1961     | -           | Spartak Pleven      |
| 14   | Davanter    | Plamen Markov       | 11 de setembre 1957 | -           | FC Metz             |
| 15   | Migcampista | Gueorgui Iordanov   | 21 de juliol 1963   | -           | Vitosha Sofia       |
| 16   | Davanter    | Vasil Dragolov      | 17 d'agost 1962     | -           | Beroe Stara Zagora  |
| 17   | Migcampista | Hristo Kolev        | 21 de setembre 1964 | -           | Lokomotiv Plovdiv   |
| 18   | Davanter    | Boycho Velitchkov   | 13 d'agost 1958     | -           | Lokomotiv Sofia     |
| 19   | Migcampista | Atanas Pashev       | 21 de novembre 1963 | -           | Trakia Plovdiv      |
| 20   | Davanter    | Kostadin Kostadinov | 25 de juny 1959     | -           | Trakia Plovdiv      |
| 21   | Defensa     | Ilia Diàkov         | 28 de setembre 1963 | -           | Dobrudzha Tolbuchin |
| 22   | Porter      | Iliya Valov         | 29 de desembre 1961 | -           | Botev Vraza         |
| Ent. | Ivan Vutsov | Ivan Vutsov         | Ivan Vutsov         | Ivan Vutsov | Ivan Vutsov         |

## Itàlia
| #    | Posició      | Nom                  | Naixement           | P. Sel.      | Club           |
| ---- | ------------ | -------------------- | ------------------- | ------------ | -------------- |
| 1    | Porter       | Giovanni Galli       | 29 d'abril 1958     | -            | Fiorentina     |
| 2    | Defensa      | Giuseppe Bergomi     | 22 de desembre 1963 | -            | Internazionale |
| 3    | Defensa      | Antonio Cabrini      | 8 d'octubre 1957    | -            | Juventus FC    |
| 4    | Defensa      | Fulvio Collovati     | 9 de maig 1957      | -            | Internazionale |
| 5    | Defensa      | Sebastiano Nela      | 13 de març 1961     | -            | Roma           |
| 6    | Defensa      | Gaetano Scirea       | 25 de maig 1953     | -            | Juventus FC    |
| 7    | Defensa      | Roberto Tricella     | 18 de març 1959     | -            | Verona         |
| 8    | Defensa      | Pietro Vierchowod    | 6 d'abril 1959      | -            | Sampdoria      |
| 9    | Migcampista  | Carlo Ancelotti      | 10 de juny 1959     | -            | Roma           |
| 10   | Migcampista  | Salvatore Bagni      | 25 de setembre 1956 | -            | SSC Napoli     |
| 11   | Migcampista  | Giuseppe Baresi      | 7 de febrer 1958    | -            | Internazionale |
| 12   | Porter       | Franco Tancredi      | 10 de gener 1955    | -            | Roma           |
| 13   | Migcampista  | Fernando De Napoli   | 15 de març 1964     | -            | Avellino       |
| 14   | Migcampista  | Antonio Di Gennaro   | 5 d'octubre 1958    | -            | Verona         |
| 15   | Migcampista  | Marco Tardelli       | 24 de setembre 1954 | -            | Internazionale |
| 16   | Migcampista  | Bruno Conti          | 13 de març 1955     | -            | Roma           |
| 17   | Davanter     | Gianluca Vialli      | 9 de juliol 1964    | -            | Sampdoria      |
| 18   | Davanter     | Alessandro Altobelli | 28 de novembre 1955 | -            | Internazionale |
| 19   | Davanter     | Giuseppe Galderisi   | 22 de març 1963     | -            | Verona         |
| 20   | Davanter     | Paolo Rossi          | 23 de setembre 1956 | -            | Milan          |
| 21   | Davanter     | Aldo Serena          | 25 de juny 1960     | -            | Juventus FC    |
| 22   | Porter       | Walter Zenga         | 30 d'abril 1960     | -            | Internazionale |
| Ent. | Enzo Bearzot | Enzo Bearzot         | Enzo Bearzot        | Enzo Bearzot | Enzo Bearzot   |

## Corea del Sud
| #    | Posició      | Nom              | Naixement           | P. Sel.      | Club               |
| ---- | ------------ | ---------------- | ------------------- | ------------ | ------------------ |
| 1    | Porter       | Cho Byung-Deouk  | 26 de maig 1958     | -            | Hallelujah FC      |
| 2    | Defensa      | Park Kyung-Hoon  | 19 de gener 1961    | -            | Posco Atoms        |
| 3    | Defensa      | Chung Jong-Soo   | 27 de març 1961     | -            | Yukong Elephants   |
| 4    | Migcampista  | Cho Kwang-Rae    | 19 de març 1954     | -            | Daewoo Royals      |
| 5    | Defensa      | Chung Yong-Hwan  | 10 de febrer 1960   | -            | Daewoo Royals      |
| 6    | Davanter     | Lee Tae-Ho       | 29 de gener 1961    | -            | Daewoo Royals      |
| 7    | Davanter     | Kim Jong-Boo     | 3 de novembre 1965  | -            | Korea University   |
| 8    | Migcampista  | Cho Young-Jeoung | 18 d'agost 1954     | -            | Lucky Gold Star    |
| 9    | Migcampista  | Choi Soon-Ho     | 10 de gener 1962    | -            | Posco Atoms        |
| 10   | Davanter     | Park Chang-Seon  | 2 de febrer 1954    | -            | Daewoo Royals      |
| 11   | Davanter     | Cha Bum-Kun      | 21 de maig 1953     | -            | Bayer Leverkusen   |
| 12   | Defensa      | Kim Pyung-Seok   | 22 de setembre 1958 | -            | Hyundai Horang-I   |
| 13   | Migcampista  | Noh Soo-Jin      | 10 de febrer 1962   | -            | Yukong Elephants   |
| 14   | Defensa      | Cho Min-Kook     | 5 de juliol 1963    | -            | Lucky Gold Star    |
| 15   | Defensa      | Yoo Byung-Ok     | 2 de març 1964      | -            | Hanyang University |
| 16   | Migcampista  | Kim Joo-Sung     | 17 de gener 1966    | -            | Chosun University  |
| 17   | Migcampista  | Huh Jung-Moo     | 13 de gener 1955    | -            | Hyundai Horang-I   |
| 18   | Migcampista  | Kim Sam-Soo      | 8 de febrer 1963    | -            | Hyundai Horang-I   |
| 19   | Davanter     | Byun Byung-Joo   | 26 d'abril 1961     | -            | Daewoo Royals      |
| 20   | Davanter     | Kim Yong-Se      | 21 d'abril 1960     | -            | Yukong Elephants   |
| 21   | Porter       | Oh Yeon-Kyo      | 25 de maig 1960     | -            | Yukong Elephants   |
| 22   | Davanter     | Kang Deouk-Soo   | 16 d'agost 1961     | -            | Lucky Gold Star    |
| Ent. | Kim Jung-Nam | Kim Jung-Nam     | Kim Jung-Nam        | Kim Jung-Nam | Kim Jung-Nam       |

## Bèlgica
| #    | Posició     | Nom                 | Naixement           | P. Sel.  | Club               |
| ---- | ----------- | ------------------- | ------------------- | -------- | ------------------ |
| 1    | Porter      | Jean-Marie Pfaff    | 4 de desembre 1953  | -        | FC Bayern de Múnic |
| 2    | Defensa     | Eric Gerets         | 18 de maig 1954     | -        | PSV                |
| 3    | Defensa     | Franky Van Der Elst | 30 d'abril 1961     | -        | Club Brugge        |
| 4    | Defensa     | Michel De Wolf      | 19 de gener 1958    | -        | Gent               |
| 5    | Defensa     | Michel Renquin      | 3 de novembre 1955  | -        | Standard Liège     |
| 6    | Migcampista | Franky Vercauteren  | 28 d'octubre 1956   | -        | Anderlecht         |
| 7    | Migcampista | René Vandereycken   | 22 de juliol 1953   | -        | Anderlecht         |
| 8    | Migcampista | Enzo Scifo          | 19 de febrer 1966   | -        | Anderlecht         |
| 9    | Davanter    | Erwin Vandenbergh   | 26 de gener 1959    | -        | Anderlecht         |
| 10   | Migcampista | Philippe Desmet     | 29 de novembre 1958 | -        | Waregem            |
| 11   | Migcampista | Jan Ceulemans       | 28 de febrer 1957   | -        | Club Brugge        |
| 12   | Porter      | Jacky Munaron       | 8 de setembre 1956  | -        | Anderlecht         |
| 13   | Defensa     | Georges Grün        | 25 de gener 1962    | -        | Anderlecht         |
| 14   | Defensa     | Lei Clijsters       | 6 de novembre 1956  | -        | Waterschei Thor    |
| 15   | Defensa     | Leo Van Der Elst    | 7 de gener 1962     | -        | Club Brugge        |
| 16   | Davanter    | Nico Claesen        | 7 d'octubre 1962    | -        | Standard Liège     |
| 17   | Migcampista | Raymond Mommens     | 27 de desembre 1958 | -        | Lokeren            |
| 18   | Davanter    | Daniel Veyt         | 9 de desembre 1956  | -        | Waregem            |
| 19   | Defensa     | Hugo Broos          | 10 d'abril 1952     | -        | Club Brugge        |
| 20   | Porter      | Gilbert Bodart      | 2 de setembre 1962  | -        | Standard Liège     |
| 21   | Migcampista | Stéphane Demol      | 11 de març 1966     | -        | Anderlecht         |
| 22   | Migcampista | Patrick Vervoort    | 17 de gener 1965    | -        | Beerschot          |
| Ent. | Guy Thys    | Guy Thys            | Guy Thys            | Guy Thys | Guy Thys           |

## Iraq
| #    | Posició            | Nom                | Naixement          | P. Sel.            | Club               |
| ---- | ------------------ | ------------------ | ------------------ | ------------------ | ------------------ |
| 1    | Porter             | Raad Hammoudi      | 20 d'abril 1958    | -                  | Al-Shurta          |
| 2    | Defensa            | Maad Ibrahim       | 30 de juny 1960    | -                  | Al-Rasheed         |
| 3    | Defensa            | Khalil Mohammed    | 6 de setembre 1958 | -                  | Al-Rasheed         |
| 4    | Defensa            | Nadhim Shaker      | 13 d'abril 1958    | -                  | Al-Tayaran         |
| 5    | Defensa            | Samir Shaker       | 29 de febrer 1958  | -                  | Al-Rasheed         |
| 6    | Migcampista        | Ali Hussein        | 5 de maig 1961     | -                  | Talaba             |
| 7    | Migcampista        | Haris Mohammed     | 3 de març 1958     | -                  | Al-Rasheed         |
| 8    | Davanter           | Ahmed Radhi        | 27 de març 1964    | -                  | Al-Rasheed         |
| 9    | Davanter           | Karim Saddam       | 26 de maig 1960    | -                  | Al-Jaish           |
| 10   | Davanter           | Hussein Saeed      | 21 de gener 1958   | -                  | Talaba             |
| 11   | Davanter           | Abdul-Rahim Hamed  | 23 de maig 1963    | -                  | Al-Jaish           |
| 12   | Migcampista        | Jamal Ali          | 2 de febrer 1956   | -                  | Talaba             |
| 13   | Migcampista        | Karim Mohammed     | 1 d'abril 1960     | -                  | Al-Rasheed         |
| 14   | Migcampista        | Basil Gorgis       | 6 de setembre 1961 | -                  | Al-Shabab          |
| 15   | Defensa            | Natiq Hashim       | 15 de gener 1960   | -                  | Al-Tayaran         |
| 16   | Migcampista        | Shaker Mahmoud     | 5 de maig 1960     | -                  | Al-Shabab          |
| 17   | Migcampista        | Anad Abid          | 3 d'agost 1954     | -                  | Al-Rasheed         |
| 18   | Migcampista        | Ismail Mohammed    | 17 d'abril 1962    | -                  | Al-Shabab          |
| 19   | Migcampista        | Basim Qasim        | 22 de març 1959    | -                  | Al-Shurta          |
| 20   | Porter             | Abdul-Fatah Nasif  | 2 de febrer 1951   | -                  | Al-Jaish           |
| 21   | Porter             | Ahmad Jassim       | 4 de maig 1960     | -                  | Al-Rasheed         |
| 22   | Defensa            | Ghanim Oraibi      | 16 d'agost 1961    | -                  | Al-Shabab          |
| Ent. | Evaristo de Macedo | Evaristo de Macedo | Evaristo de Macedo | Evaristo de Macedo | Evaristo de Macedo |

## Mèxic
| #    | Posició          | Nom                      | Naixement           | P. Sel.          | Club             |
| ---- | ---------------- | ------------------------ | ------------------- | ---------------- | ---------------- |
| 1    | Porter           | Pablo Larios             | 31 de juliol 1960   | -                | Cruz Azul        |
| 2    | Defensa          | Mario Trejo              | 18 de setembre 1961 | -                | América          |
| 3    | Defensa          | Fernando Quirarte        | 17 de maig 1956     | -                | Guadalajara      |
| 4    | Defensa          | Armando Manzo            | 16 d'octubre 1958   | -                | América          |
| 5    | Defensa          | Francisco Javier Cruz    | 24 de maig 1966     | -                | Monterrey        |
| 6    | Migcampista      | Carlos de los Cobos      | 10 de desembre 1958 | -                | América          |
| 7    | Migcampista      | Miguel España            | 4 d'abril 1961      | -                | UNAM Pumas       |
| 8    | Migcampista      | Alejandro Domínguez      | 9 de febrer 1961    | -                | América          |
| 9    | Davanter         | Hugo Sánchez             | 11 de juliol 1958   | -                | Reial Madrid     |
| 10   | Migcampista      | Tomás Boy                | 5 de juliol 1953    | -                | Tigres           |
| 11   | Davanter         | Carlos Hermosillo        | 24 d'agost 1964     | -                | América          |
| 12   | Porter           | Ignacio Rodríguez Bahena | 13 d'agost 1959     | -                | Atlante          |
| 13   | Migcampista      | Javier Aguirre Onaindía  | 1 de desembre 1958  | -                | América          |
| 14   | Defensa          | Félix Cruz               | 4 d'abril 1961      | -                | UNAM Pumas       |
| 15   | Davanter         | Luis Flores              | 8 d'agost 1962      | -                | UNAM Pumas       |
| 16   | Migcampista      | Carlos Muñoz             | 8 de setembre 1962  | -                | Tigres           |
| 17   | Defensa          | Raúl Servín              | 29 d'abril 1963     | -                | UNAM Pumas       |
| 18   | Defensa          | Rafael Amador            | 16 de novembre 1967 | -                | UNAM Pumas       |
| 19   | Davanter         | Javier Hernández         | 1 d'agost 1961      | -                | Tecos            |
| 20   | Porter           | Olaf Heredia             | 19 d'octubre 1957   | -                | Tigres           |
| 21   | Davanter         | Cristóbal Ortega         | 25 de juliol 1956   | -                | América          |
| 22   | Davanter         | Manuel Negrete           | 15 de maig 1959     | -                | UNAM Pumas       |
| Ent. | Bora Milutinović | Bora Milutinović         | Bora Milutinović    | Bora Milutinović | Bora Milutinović |

## Paraguai
| #    | Posició     | Nom                   | Naixement           | P. Sel.     | Club                             |
| ---- | ----------- | --------------------- | ------------------- | ----------- | -------------------------------- |
| 1    | Porter      | Roberto Fernández     | 9 de juliol 1954    | -           | Deportivo Cali                   |
| 2    | Defensa     | Juan Torales          | 9 de maig 1956      | -           | Libertad                         |
| 3    | Defensa     | César Zabala          | 3 de juny 1961      | -           | Cerro Porteño                    |
| 4    | Defensa     | Vladimiro Schettina   | 8 d'octubre 1955    | -           | Club Guaraní                     |
| 5    | Defensa     | Rogelio Delgado       | 12 d'octubre 1959   | -           | Olimpia Asunción                 |
| 6    | Migcampista | Jorge Amado Nunes     | 18 d'octubre 1961   | -           | Deportivo Cali                   |
| 7    | Davanter    | Buenaventura Ferreira | 4 de juliol 1960    | -           | Deportivo Cali                   |
| 8    | Migcampista | Julio César Romero    | 28 d'agost 1960     | -           | Fluminense                       |
| 9    | Davanter    | Roberto Cabañas       | 11 d'abril 1961     | -           | América de Cali                  |
| 10   | Migcampista | Adolfino Cañete       | 13 de setembre 1956 | -           | Cruz Azul                        |
| 11   | Davanter    | Alfredo Mendoza       | 31 de desembre 1963 | -           | Deportivo Independiente Medellin |
| 12   | Porter      | Jorge Battaglia       | 12 de maig 1960     | -           | Sol de America                   |
| 13   | Defensa     | Virginio Cáceres      | 21 de maig 1962     | -           | Club Guaraní                     |
| 14   | Defensa     | Luis Caballero        | 17 de setembre 1962 | -           | Club Guaraní                     |
| 15   | Migcampista | Eufemio Cabral        | 21 de març 1955     | -           | Club Guaraní                     |
| 16   | Migcampista | Jorge Guasch          | 17 de gener 1961    | -           | Olimpia Asunción                 |
| 17   | Davanter    | Francisco Alcaraz     | 4 d'octubre 1960    | -           | Club Nacional                    |
| 18   | Davanter    | Evaristo Isasi        | 26 d'octubre 1955   | -           | Olimpia Asunción                 |
| 19   | Migcampista | Rolando Chilavert     | 22 de maig 1961     | -           | Club Guaraní                     |
| 20   | Davanter    | Ramón Hicks           | 30 de maig 1959     | -           | Libertad                         |
| 21   | Davanter    | Faustino Alonso       | 15 de febrer 1961   | -           | Sol de America                   |
| 22   | Porter      | Julián Coronel        | 23 d'octubre 1958   | -           | Club Guaraní                     |
| Ent. | Cayetano Ré | Cayetano Ré           | Cayetano Ré         | Cayetano Ré | Cayetano Ré                      |

## Canadà
| #    | Posició      | Nom              | Naixement           | P. Sel.      | Club                          |
| ---- | ------------ | ---------------- | ------------------- | ------------ | ----------------------------- |
| 1    | Porter       | Tino Lettieri    | 27 de setembre 1957 | -            | Minnesota Strikers            |
| 2    | Defensa      | Bob Lenarduzzi   | 1 de maig 1955      | -            | Tacoma Stars                  |
| 3    | Defensa      | Bruce Wilson     | 20 de juny 1951     | -            | sense club                    |
| 4    | Migcampista  | Randy Ragan      | 7 de juny 1959      | -            | sense club                    |
| 5    | Defensa      | Terry Moore      | 2 de juny 1958      | -            | Glentoran                     |
| 6    | Defensa      | Ian Bridge       | 18 de setembre 1959 | -            | FC La Chaux-de-Fonds          |
| 7    | Davanter     | Carl Valentine   | 4 de juliol 1958    | -            | Cleveland Force               |
| 8    | Migcampista  | Gerry Gray       | 2 de maig 1962      | -            | Chicago Sting                 |
| 9    | Davanter     | Branko Segota    | 29 d'abril 1959     | -            | San Diego Sockers             |
| 10   | Davanter     | Igor Vrablic     | 19 de juliol 1965   | -            | RFC Seraing                   |
| 11   | Migcampista  | Mike Sweeney     | 25 de desembre 1959 | -            | Cleveland Force               |
| 12   | Defensa      | Randy Samuel     | 23 de desembre 1963 | -            | sense club                    |
| 13   | Migcampista  | George Pakos     | 12 de desembre 1956 | -            | Victoria Athletic Association |
| 14   | Davanter     | Dale Mitchell    | 21 d'abril 1958     | -            | Tacoma Stars                  |
| 15   | Migcampista  | Paul James       | 11 de novembre 1963 | -            | sense club                    |
| 16   | Migcampista  | Greg Ion         | 12 de març 1963     | -            | sense club                    |
| 17   | Migcampista  | David Norman     | 2 de maig 1962      | -            | Tacoma Stars                  |
| 18   | Migcampista  | Jamie Lowery     | 15 de gener 1961    | -            | sense club                    |
| 19   | Migcampista  | Pasquale De Luca | 26 de maig 1962     | -            | Cleveland Force               |
| 20   | Migcampista  | Colin Miller     | 4 d'octubre 1964    | -            | Rangers                       |
| 21   | Porter       | Sven Habermann   | 3 de novembre 1961  | -            | sense club                    |
| 22   | Porter       | Paul Dolan       | 16 d'abril 1966     | -            | Edmonton Brickmen             |
| Ent. | Tony Waiters | Tony Waiters     | Tony Waiters        | Tony Waiters | Tony Waiters                  |

## França
| #    | Posició      | Nom                          | Naixement              | P. Sel.      | Club                  |
| ---- | ------------ | ---------------------------- | ---------------------- | ------------ | --------------------- |
| 1    | Porter       | Joël Bats                    | 4 de gener de 1957     | -            | Paris Saint-Germain   |
| 2    | Defensa      | Manuel Amoros                | 1 de febrer de 1962    | -            | AS Monaco             |
| 3    | Defensa      | William Ayache               | 10 de gener de 1961    | -            | FC Nantes             |
| 4    | Defensa      | Patrick Battiston            | 12 de març de 1957     | -            | Girondins de Bordeaux |
| 5    | Defensa      | Michel Bibard                | 30 de novembre de 1958 | -            | Paris Saint-Germain   |
| 6    | Defensa      | Maxime Bossis                | 26 de juny de 1955     | -            | Racing Club de Paris  |
| 7    | Defensa      | Yvon Le Roux                 | 19 d'abril de 1960     | -            | Nantes                |
| 8    | Defensa      | Thierry Tusseau              | 19 de gener de 1958    | -            | Girondins de Bordeaux |
| 9    | Migcampista  | Luis Miguel Fernández Toledo | 2 d'octubre de 1959    | -            | Paris Saint-Germain   |
| 10   | Migcampista  | Michel Platini               | 21 de juny de 1955     | -            | Juventus FC           |
| 11   | Migcampista  | Jean-Marc Ferreri            | 26 de desembre de 1962 | -            | Auxerre               |
| 12   | Migcampista  | Alain Giresse                | 2 de setembre de 1952  | -            | Girondins de Bordeaux |
| 13   | Migcampista  | Bernard Genghini             | 18 de gener de 1958    | -            | AS Monaco             |
| 14   | Migcampista  | Jean Tigana                  | 23 de juny de 1955     | -            | Girondins de Bordeaux |
| 15   | Migcampista  | Philippe Vercruysse          | 28 de gener de 1962    | -            | Lens                  |
| 16   | Davanter     | Bruno Bellone                | 14 de març de 1962     | -            | AS Monaco             |
| 17   | Davanter     | Jean-Pierre Papin            | 5 de novembre de 1963  | -            | Club Brugge           |
| 18   | Davanter     | Dominique Rocheteau          | 14 de gener de 1955    | -            | Paris Saint-Germain   |
| 19   | Davanter     | Yannick Stopyra              | 9 de gener de 1961     | -            | Toulouse              |
| 20   | Davanter     | Daniel Xuereb                | 22 de juny de 1959     | -            | Lens                  |
| 21   | Porter       | Philippe Bergeroo            | 13 de gener de 1954    | -            | Toulouse              |
| 22   | Porter       | Albert Rust                  | 10 d'octubre de 1963   | -            | FC Sochaux            |
| Ent. | Henri Michel | Henri Michel                 | Henri Michel           | Henri Michel | Henri Michel          |

La selecció fou numerada alfabèticament per posicions, porter titular, defenses, migcampistes, davanters i porters reserves, excepte en els casos de Platini i Giresse.

## Hongria
| #    | Posició      | Nom              | Naixement           | P. Sel.      | Club                 |
| ---- | ------------ | ---------------- | ------------------- | ------------ | -------------------- |
| 1    | Porter       | Péter Disztl     | 30 de març 1960     | -            | Videoton FC          |
| 2    | Defensa      | Sándor Sallai    | 26 de març 1960     | -            | Budapest Honvéd FC   |
| 3    | Defensa      | Antal Róth       | 14 de setembre 1960 | -            | Pécsi Munkás FC      |
| 4    | Defensa      | József Varga     | 9 d'octubre 1954    | -            | Denizlispor          |
| 5    | Defensa      | József Kardos    | 22 de març 1960     | -            | Újpesti Dózsa        |
| 6    | Defensa      | Imre Garaba      | 29 de juliol 1958   | -            | Budapest Honvéd FC   |
| 7    | Davanter     | József Kiprich   | 6 de setembre 1963  | -            | Tatabányai Bányász   |
| 8    | Migcampista  | Antal Nagy       | 17 d'octubre 1957   | -            | Budapest Honvéd FC   |
| 9    | Migcampista  | László Dajka     | 29 d'abril 1959     | -            | Budapest Honvéd FC   |
| 10   | Migcampista  | Lajos Détári     | 24 d'abril 1963     | -            | Budapest Honvéd FC   |
| 11   | Davanter     | Márton Esterházy | 9 d'abril 1956      | -            | AEK Atenes           |
| 12   | Defensa      | József Csuhay    | 12 de juliol 1957   | -            | Videoton FC          |
| 13   | Defensa      | László Disztl    | 4 de juny 1962      | -            | Videoton FC          |
| 14   | Defensa      | Zoltán Péter     | 23 de març 1958     | -            | Zalaegerszegi TE     |
| 15   | Migcampista  | Péter Hannich    | 30 de març 1957     | -            | Rába ETO Győr        |
| 16   | Defensa      | József Nagy      | 20 d'octubre 1960   | -            | Szombathelyi Haladás |
| 17   | Migcampista  | Győző Burcsa     | 13 de març 1954     | -            | AJ Auxerre           |
| 18   | Porter       | József Szendrei  | 25 d'abril 1954     | -            | Újpesti Dózsa        |
| 19   | Davanter     | György Bognár    | 5 de novembre 1961  | -            | MTK Hungária FC      |
| 20   | Davanter     | Kálmán Kovács    | 11 de setembre 1965 | -            | Budapest-Honvéd FC   |
| 21   | Migcampista  | Gyula Hajszán    | 9 d'octubre 1961    | -            | Rába ETO Győr        |
| 22   | Porter       | József Andrusch  | 31 de març 1956     | -            | Budapest Honvéd FC   |
| Ent. | György Mezey | György Mezey     | György Mezey        | György Mezey | György Mezey         |

## Unió Soviètica
| #    | Posició           | Nom                 | Naixement           | P. Sel.           | Club                  |
| ---- | ----------------- | ------------------- | ------------------- | ----------------- | --------------------- |
| 1    | Porter            | Rinat Dassàiev      | 13 de juny 1957     | 58                | Spartak Moscou        |
| 2    | Defensa           | Volodímir Bezsònov  | 5 de març 1958      | 53                | Dinamo de Kíiv        |
| 3    | Defensa           | Aleksandr Txivadze  | 8 d'abril 1955      | 42                | Dinamo Tbilisi        |
| 4    | Defensa           | Guennadi Morózov    | 30 de desembre 1962 | 9                 | Spartak Moscou        |
| 5    | Defensa           | Anatoli Demiànenko  | 19 de febrer 1959   | 46                | Dinamo de Kíiv        |
| 6    | Defensa           | Aleksandr Bubnov    | 10 d'octubre 1955   | 32                | Spartak Moscou        |
| 7    | Migcampista       | Ivan Yaremchuk      | 19 de març 1962     | 2                 | Dinamo de Kíiv        |
| 8    | Migcampista       | Pavel Yakovenko     | 19 de desembre 1964 | 1                 | Dinamo de Kíiv        |
| 9    | Migcampista       | Aleksandr Zavarov   | 24 d'abril 1961     | 7                 | Dinamo de Kíiv        |
| 10   | Defensa           | Oleg Kuznetsov      | 22 de març 1963     | 5                 | Dinamo de Kíiv        |
| 11   | Davanter          | Oleh Blokhín        | 5 de novembre 1952  | 104               | Dinamo de Kíiv        |
| 12   | Migcampista       | Andrí Bal           | 16 de febrer 1958   | 17                | Dinamo de Kíiv        |
| 13   | Migcampista       | Hennadi Litòvtxenko | 11 de setembre 1963 | 18                | Dniprò Dnipropetrovsk |
| 14   | Davanter          | Sergey Rodionov     | 3 de setembre 1962  | 17                | Spartak Moscou        |
| 15   | Defensa           | Nikolay Larionov    | 19 de gener 1957    | 15                | Zenit Leningrad       |
| 16   | Porter            | Viktor Chanov       | 21 de juliol 1959   | 1                 | Dinamo de Kíiv        |
| 17   | Migcampista       | Vadym Yevtushenko   | 1 de gener 1958     | 7                 | Dinamo de Kíiv        |
| 18   | Davanter          | Oleh Protasov       | 4 de febrer 1964    | 19                | Dniprò Dnipropetrovsk |
| 19   | Davanter          | Íhor Belànov        | 25 de setembre 1960 | 4                 | Dinamo de Kíiv        |
| 20   | Migcampista       | Sergei Aleinikov    | 7 de novembre 1961  | 23                | Dynamo Minsk          |
| 21   | Defensa           | Vasiliy Rats        | 25 d'abril 1961     | 2                 | Dinamo de Kíiv        |
| 22   | Porter            | Sergey Krakovsky    | 11 d'agost 1960     | 0                 | Dniprò Dnipropetrovsk |
| Ent. | Valeri Lobanovsky | Valeri Lobanovsky   | Valeri Lobanovsky   | Valeri Lobanovsky | Valeri Lobanovsky     |

## Algèria
| #    | Posició       | Nom                 | Naixement           | P. Sel.       | Club              |
| ---- | ------------- | ------------------- | ------------------- | ------------- | ----------------- |
| 1    | Porter        | Nacerdine Drid      | 22 de gener 1957    | -             | MC Oran           |
| 2    | Defensa       | Mahmoud Guendouz    | 24 de febrer 1953   | -             | IR El Biar        |
| 3    | Defensa       | Fathi Chebal        | 19 d'agost 1956     | -             | FC Rouen          |
| 4    | Defensa       | Nourredine Kourichi | 12 d'abril 1954     | -             | Lille             |
| 5    | Defensa       | Abdellah Liegeon    | 1 de desembre 1957  | -             | Monaco            |
| 6    | Migcampista   | Mohammed Kaci Said  | 2 de maig 1958      | -             | RS Kouba          |
| 7    | Davanter      | Salah Assad         | 30 d'agost 1958     | -             | Mulhouse          |
| 8    | Migcampista   | Karim Maroc         | 5 de març 1958      | -             | Montpellier       |
| 9    | Davanter      | Djamel Menad        | 22 de juliol 1960   | -             | JE Tizi-Ouzou     |
| 10   | Migcampista   | Lakhdar Belloumi    | 29 de desembre 1958 | -             | GCR Mascara       |
| 11   | Davanter      | Rabah Madjer        | 15 de febrer 1958   | -             | Porto             |
| 12   | Davanter      | Tedj Bensaoula      | 1 de desembre 1954  | -             | Le Havre          |
| 13   | Davanter      | Rachid Harkouk      | 16 de maig 1956     | -             | Notts County      |
| 14   | Migcampista   | Djamel Zidane       | 28 d'abril 1955     | -             | Waterschei Thor   |
| 15   | Defensa       | Abdelhamid Sadmi    | 1 de gener 1961     | -             | JE Tizi-Ouzou     |
| 16   | Defensa       | Faouzi Mansouri     | 17 de gener 1956    | -             | Montpellier       |
| 17   | Davanter      | Faouzi Ben Khalidi  | 3 de febrer 1963    | -             | WAB Boufarik      |
| 18   | Migcampista   | Halim Benmabrouk    | 25 de juny 1960     | -             | Racing Club Paris |
| 19   | Defensa       | Mohammed Chaib      | 20 de maig 1957     | -             | RS Kouba          |
| 20   | Defensa       | Fodil Megharia      | 23 de maig 1961     | -             | ASO Chlef         |
| 21   | Porter        | Larbi El Hadi       | 27 de maig 1961     | -             | WAB Boufarik      |
| 22   | Porter        | Mourad Amara        | 19 de febrer 1959   | -             | JE Tizi-Ouzou     |
| Ent. | Rabah Saadane | Rabah Saadane       | Rabah Saadane       | Rabah Saadane | Rabah Saadane     |

## Brasil
| #    | Posició      | Nom                 | Naixement           | P. Sel.      | Club                     |
| ---- | ------------ | ------------------- | ------------------- | ------------ | ------------------------ |
| 1    | Porter       | Carlos              | 4 de març 1956      | -            | Corinthians              |
| 2    | Defensa      | Édson               | 3 de juliol 1959    | -            | Corinthians              |
| 3    | Defensa      | Oscar               | 20 de juny 1954     | -            | São Paulo                |
| 4    | Defensa      | Edinho              | 5 de juny 1955      | -            | Udinese                  |
| 5    | Migcampista  | Falcão              | 16 d'octubre 1956   | -            | São Paulo                |
| 6    | Migcampista  | Júnior              | 29 de juny 1954     | -            | Torino                   |
| 7    | Davanter     | Müller              | 31 de gener 1966    | -            | São Paulo                |
| 8    | Davanter     | Casagrande          | 15 d'abril 1963     | -            | Corinthians              |
| 9    | Davanter     | Careca              | 5 d'octubre 1960    | -            | São Paulo                |
| 10   | Migcampista  | Zico                | 3 de març 1953      | -            | Flamengo                 |
| 11   | Davanter     | Edivaldo            | 13 d'abril 1962     | -            | Atlético Mineiro         |
| 12   | Porter       | Paulo Vitor         | 7 de juny 1957      | -            | Fluminense               |
| 13   | Defensa      | Josimar             | 19 de setembre 1961 | -            | Botafogo                 |
| 14   | Defensa      | Júlio César         | 8 de març 1963      | -            | Guarani                  |
| 15   | Migcampista  | Alemão              | 22 de novembre 1961 | -            | Botafogo                 |
| 16   | Defensa      | Mauro Galvão        | 19 de desembre 1961 | -            | Sport Club Internacional |
| 17   | Defensa      | Branco              | 4 d'abril 1964      | -            | Fluminense               |
| 18   | Migcampista  | Sócrates Brasileiro | 19 de febrer 1954   | -            | Flamengo                 |
| 19   | Migcampista  | Elzo                | 22 de gener 1961    | -            | Atlético Mineiro         |
| 20   | Migcampista  | Silas               | 27 d'agost 1965     | -            | São Paulo                |
| 21   | Migcampista  | Valdo               | 12 de gener 1964    | -            | Grêmio                   |
| 22   | Porter       | Leão                | 11 de juliol 1949   | -            | Palmeiras                |
| Ent. | Telê Santana | Telê Santana        | Telê Santana        | Telê Santana | Telê Santana             |

## Irlanda del Nord
| #    | Posició       | Nom               | Naixement           | P. Sel.       | Club                 |
| ---- | ------------- | ----------------- | ------------------- | ------------- | -------------------- |
| 1    | Porter        | Pat Jennings      | 12 de juny 1945     | -             | Tottenham Hotspur    |
| 2    | Defensa       | Jimmy Nicholl     | 28 de desembre 1956 | -             | West Bromwich Albion |
| 3    | Defensa       | Mal Donaghy       | 13 de setembre 1957 | -             | Luton Town           |
| 4    | Defensa       | John O'Neill      | 11 de març 1958     | -             | Leicester City       |
| 5    | Defensa       | Alan McDonald     | 12 d'octubre 1963   | -             | Queens Park Rangers  |
| 6    | Migcampista   | David McCreery    | 16 de setembre 1957 | -             | Newcastle United     |
| 7    | Davanter      | Steve Penney      | 16 de gener 1964    | -             | Brighton             |
| 8    | Migcampista   | Sammy McIlroy     | 2 d'agost 1954      | -             | Manchester City      |
| 9    | Davanter      | Jimmy Quinn       | 18 de novembre 1959 | -             | Blackburn Rovers     |
| 10   | Davanter      | Norman Whiteside  | 7 de maig 1965      | -             | Manchester United    |
| 11   | Davanter      | Ian Stewart       | 10 de setembre 1961 | -             | Newcastle United     |
| 12   | Porter        | Jim Platt         | 26 de gener 1951    | -             | Coleraine FC         |
| 13   | Porter        | Philip Hughes     | 19 de novembre 1964 | -             | Bury                 |
| 14   | Davanter      | Gerry Armstrong   | 23 de maig 1954     | -             | West Bromwich Albion |
| 15   | Migcampista   | Nigel Worthington | 4 de novembre 1961  | -             | Sheffield Wednesday  |
| 16   | Migcampista   | Paul Ramsey       | 3 de setembre 1962  | -             | Leicester City       |
| 17   | Davanter      | Colin Clarke      | 30 d'octubre 1962   | -             | Bournemouth          |
| 18   | Defensa       | John McClelland   | 7 de desembre 1965  | -             | Watford              |
| 19   | Davanter      | Billy Hamilton    | 9 de maig 1957      | -             | Oxford United        |
| 20   | Defensa       | Bernard McNally   | 17 de febrer 1963   | -             | Shrewsbury           |
| 21   | Migcampista   | David Campbell    | 2 de juny 1965      | -             | Nottingham Forest    |
| 22   | Porter        | Mark Caughey      | 31 d'agost 1960     | -             | Linfield             |
| Ent. | Billy Bingham | Billy Bingham     | Billy Bingham       | Billy Bingham | Billy Bingham        |

## Espanya
| #    | Posició      | Nom                     | Naixement               | P. Sel.      | Club              |
| ---- | ------------ | ----------------------- | ----------------------- | ------------ | ----------------- |
| 1    | Porter       | Andoni Zubizarreta      | 23 d'octubre del 1961   | -            | Athletic Bilbao   |
| 2    | Defensa      | Tomás                   | 9 d'agost del 1960      | -            | Atlético Madrid   |
| 3    | Defensa      | José Antonio Camacho    | 8 de juny del 1955      | -            | Reial Madrid      |
| 4    | Defensa      | Antonio Maceda          | 16 de maig del 1957     | -            | Reial Madrid      |
| 5    | Defensa      | Víctor                  | 15 de març del 1957     | -            | FC Barcelona      |
| 6    | Migcampista  | Rafael Gordillo         | 24 de febrer del 1957   | -            | Reial Madrid      |
| 7    | Migcampista  | Juan Antonio Señor      | 26 d'agost del 1958     | -            | Real Zaragoza     |
| 8    | Migcampista  | Andoni Goikoetxea       | 23 d'agost del 1956     | -            | Athletic Bilbao   |
| 9    | Davanter     | Emilio Butragueño       | 22 de juliol del 1963   | -            | Reial Madrid      |
| 10   | Davanter     | Francisco José Carrasco | 6 de març del 1959      | -            | FC Barcelona      |
| 11   | Migcampista  | Julio Alberto           | 7 d'octubre del 1958    | -            | FC Barcelona      |
| 12   | Davanter     | Quique Setién           | 27 de setembre del 1958 | -            | Atlético Madrid   |
| 13   | Porter       | Javier Urruticoechea    | 17 de febrer del 1952   | -            | FC Barcelona      |
| 14   | Migcampista  | Ricardo Gallego         | 8 de febrer del 1959    | -            | Reial Madrid      |
| 15   | Defensa      | Chendo                  | 12 d'octubre del 1961   | -            | Reial Madrid      |
| 16   | Davanter     | Hipólito Rincón         | 28 d'abril del 1957     | -            | Real Betis        |
| 17   | Migcampista  | Francisco               | 1 de novembre del 1962  | -            | Sevilla FC        |
| 18   | Migcampista  | Ramon Maria Calderé     | 16 de gener del 1959    | -            | FC Barcelona      |
| 19   | Davanter     | Julio Salinas           | 11 de setembre del 1962 | -            | Atlético Madrid   |
| 20   | Davanter     | Eloy                    | 10 de juliol del 1964   | -            | Sporting de Gijón |
| 21   | Migcampista  | Míchel                  | 23 de març del 1963     | -            | Reial Madrid      |
| 22   | Porter       | Juan Carlos Ablanedo    | 2 de setembre del 1963  | -            | Sporting de Gijón |
| Ent. | Miguel Muñoz | Miguel Muñoz            | Miguel Muñoz            | Miguel Muñoz | Miguel Muñoz      |

## Dinamarca
| #    | Posició      | Nom                  | Naixement           | P. Sel.      | Club              |
| ---- | ------------ | -------------------- | ------------------- | ------------ | ----------------- |
| 1    | Porter       | Troels Rasmussen     | 4 de juliol 1961    | -            | Aarhus GF         |
| 2    | Defensa      | John Sivebæk         | 25 d'octubre 1961   | -            | Manchester United |
| 3    | Defensa      | Søren Busk           | 10 d'abril 1953     | -            | MVV Maastricht    |
| 4    | Defensa      | Morten Olsen         | 14 d'agost 1949     | -            | Anderlecht        |
| 5    | Defensa      | Ivan Nielsen         | 9 d'octubre 1956    | -            | Feyenoord         |
| 6    | Migcampista  | Søren Lerby          | 1 de febrer 1956    | -            | Bayern München    |
| 7    | Migcampista  | Jan Mølby            | 4 de juliol 1963    | -            | Liverpool         |
| 8    | Migcampista  | Jesper Olsen         | 20 de març 1961     | -            | Manchester United |
| 9    | Davanter     | Klaus Berggreen      | 3 de febrer 1958    | -            | Pisa              |
| 10   | Davanter     | Preben Elkjær Larsen | 11 de setembre 1957 | -            | Verona            |
| 11   | Migcampista  | Michael Laudrup      | 15 de juny 1964     | -            | Juventus FC       |
| 12   | Defensa      | Jens Jørn Bertelsen  | 15 de febrer 1952   | -            | Aarau             |
| 13   | Migcampista  | Per Frimann          | 4 de juny 1962      | -            | Anderlecht        |
| 14   | Davanter     | Allan Simonsen       | 15 de desembre 1952 | -            | Vejle             |
| 15   | Migcampista  | Frank Arnesen        | 30 de setembre 1956 | -            | PSV               |
| 16   | Porter       | Ole Qvist            | 25 de febrer 1950   | -            | KB                |
| 17   | Defensa      | Kent Nielsen         | 28 de desembre 1961 | -            | Brøndby           |
| 18   | Migcampista  | Flemming Christensen | 10 d'abril 1958     | -            | Lyngby            |
| 19   | Davanter     | John Eriksen         | 20 de novembre 1957 | -            | Feyenoord         |
| 20   | Migcampista  | Jan Bartram          | 6 de març 1962      | -            | Aarhus            |
| 21   | Defensa      | Henrik Andersen      | 7 de maig 1965      | -            | Anderlecht        |
| 22   | Porter       | Lars Høgh            | 14 de gener 1959    | -            | Odense            |
| Ent. | Sepp Piontek | Sepp Piontek         | Sepp Piontek        | Sepp Piontek | Sepp Piontek      |

## Escòcia
| #    | Posició       | Nom              | Naixement           | P. Sel.       | Club              |
| ---- | ------------- | ---------------- | ------------------- | ------------- | ----------------- |
| 1    | Porter        | Jim Leighton     | 24 de juliol 1958   | -             | Aberdeen          |
| 2    | Defensa       | Richard Gough    | 5 d'abril 1962      | -             | Dundee United     |
| 3    | Defensa       | Maurice Malpas   | 3 d'agost 1962      | -             | Dundee United     |
| 4    | Migcampista   | Graeme Souness   | 6 de maig 1953      | -             | Sampdoria         |
| 5    | Defensa       | Alex McLeish     | 21 de gener 1959    | -             | Aberdeen          |
| 6    | Defensa       | Willie Miller    | 2 de maig 1955      | -             | Aberdeen          |
| 7    | Migcampista   | Gordon Strachan  | 9 de febrer 1957    | -             | Manchester United |
| 8    | Migcampista   | Roy Aitken       | 24 de novembre 1958 | -             | Celtic            |
| 9    | Davanter      | Eamonn Bannon    | 18 d'abril 1958     | -             | Dundee United     |
| 10   | Migcampista   | Jim Bett         | 25 de novembre 1959 | -             | Aberdeen          |
| 11   | Migcampista   | Paul McStay      | 22 d'octubre 1964   | -             | Celtic            |
| 12   | Porter        | Andy Goram       | 13 d'abril 1964     | -             | Oldham Athletic   |
| 13   | Defensa       | Steve Nicol      | 11 de desembre 1961 | -             | Liverpool         |
| 14   | Defensa       | David Narey      | 12 de juny 1956     | -             | Dundee United     |
| 15   | Defensa       | Arthur Albiston  | 14 de juliol 1957   | -             | Manchester United |
| 16   | Migcampista   | Frank McAvennie  | 22 de novembre 1959 | -             | West Ham United   |
| 17   | Davanter      | Steve Archibald  | 27 de setembre 1956 | -             | FC Barcelona      |
| 18   | Davanter      | Graeme Sharp     | 16 d'octubre 1960   | -             | Everton           |
| 19   | Davanter      | Charlie Nicholas | 30 de desembre 1961 | -             | Arsenal           |
| 20   | Davanter      | Paul Sturrock    | 10 d'octubre 1956   | -             | Dundee United     |
| 21   | Davanter      | Davie Cooper     | 25 de febrer 1956   | -             | Rangers           |
| 22   | Porter        | Alan Rough       | 25 de novembre 1951 | -             | Hibernian         |
| Ent. | Alex Ferguson | Alex Ferguson    | Alex Ferguson       | Alex Ferguson | Alex Ferguson     |

## Uruguai
| #    | Posició     | Nom               | Naixement           | P. Sel.     | Club                     |
| ---- | ----------- | ----------------- | ------------------- | ----------- | ------------------------ |
| 1    | Porter      | Rodolfo Rodríguez | 20 de gener 1956    | -           | Santos                   |
| 2    | Defensa     | Nelson Gutiérrez  | 13 d'abril 1962     | -           | River Plate              |
| 3    | Defensa     | Eduardo Acevedo   | 25 de setembre 1959 | -           | Defensor Sporting        |
| 4    | Defensa     | Víctor Diogo      | 9 d'abril 1958      | -           | Palmeiras                |
| 5    | Migcampista | Miguel Bossio     | 10 de febrer 1960   | -           | Peñarol                  |
| 6    | Defensa     | José Batista      | 6 de març 1962      | -           | Deportivo Español        |
| 7    | Davanter    | Antonio Alzamendi | 7 de juny 1956      | -           | River Plate              |
| 8    | Migcampista | Jorge Barrios     | 24 de gener 1961    | -           | Olympiakos               |
| 9    | Davanter    | Jorge da Silva    | 11 de desembre 1961 | -           | Atlético Madrid          |
| 10   | Migcampista | Enzo Francescoli  | 12 de novembre 1961 | -           | River Plate              |
| 11   | Migcampista | Sergio Santín     | 6 d'agost 1956      | -           | Atlético Nacional        |
| 12   | Porter      | Fernando Alvez    | 4 de setembre 1959  | -           | Peñarol                  |
| 13   | Defensa     | César Vega        | 2 de setembre 1959  | -           | Danubio                  |
| 14   | Defensa     | Darío Pereyra     | 19 d'octubre 1956   | -           | São Paulo                |
| 15   | Defensa     | Eliseo Rivero     | 27 de desembre 1957 | -           | Peñarol                  |
| 16   | Davanter    | Mario Saralegui   | 24 d'abril 1959     | -           | Elx CF                   |
| 17   | Migcampista | José Zalazar      | 26 d'octubre 1963   | -           | Peñarol                  |
| 18   | Migcampista | Rubén Paz         | 8 d'agost 1959      | -           | Sport Club Internacional |
| 19   | Davanter    | Venancio Ramos    | 20 de juny 1959     | -           | RC Lens                  |
| 20   | Davanter    | Carlos Aguilera   | 21 de setembre 1964 | -           | Nacional                 |
| 21   | Davanter    | Wilmar Cabrera    | 31 de juliol 1959   | -           | València CF              |
| 22   | Porter      | Celso Otero       | 1 de febrer 1958    | -           | Montevideo Wanderers     |
| Ent. | Omar Borrás | Omar Borrás       | Omar Borrás         | Omar Borrás | Omar Borrás              |

## Alemanya Occidental
| #    | Posició           | Nom                   | Naixement           | P. Sel.           | Club                |
| ---- | ----------------- | --------------------- | ------------------- | ----------------- | ------------------- |
| 1    | Porter            | Harald Schumacher     | 6 de març 1954      | -                 | FC Köln             |
| 2    | Defensa           | Hans-Peter Briegel    | 11 d'octubre 1955   | -                 | Verona              |
| 3    | Defensa           | Andreas Brehme        | 9 d'octubre 1960    | -                 | Kaiserslautern      |
| 4    | Defensa           | Karlheinz Förster     | 25 de juliol 1958   | -                 | Stuttgart           |
| 5    | Defensa           | Matthias Herget       | 14 de novembre 1955 | -                 | Bayer 05 Uerdingen  |
| 6    | Migcampista       | Norbert Eder          | 7 de novembre 1955  | -                 | Bayern de Múnic     |
| 7    | Migcampista       | Pierre Littbarski     | 16 d'abril 1960     | -                 | FC Köln             |
| 8    | Migcampista       | Lothar Matthäus       | 21 de març 1961     | -                 | Bayern de Múnic     |
| 9    | Davanter          | Rudi Völler           | 13 d'abril 1960     | -                 | Werder Bremen       |
| 10   | Migcampista       | Felix Magath          | 26 de juliol 1953   | -                 | Hamburg             |
| 11   | Davanter          | Karl-Heinz Rummenigge | 25 de setembre 1955 | -                 | Internazionale      |
| 12   | Porter            | Uli Stein             | 23 d'octubre 1954   | -                 | Hamburg             |
| 13   | Migcampista       | Karl Allgöwer         | 5 de gener 1957     | -                 | Stuttgart           |
| 14   | Migcampista       | Thomas Berthold       | 12 de novembre 1964 | -                 | Frankfurt           |
| 15   | Defensa           | Klaus Augenthaler     | 26 de setembre 1957 | -                 | Bayern de Múnic     |
| 16   | Migcampista       | Olaf Thon             | 1 de maig 1966      | -                 | Schalke             |
| 17   | Defensa           | Ditmar Jakobs         | 28 d'agost 1953     | -                 | Hamburg             |
| 18   | Davanter          | Uwe Rahn              | 21 de maig 1962     | -                 | Borussia M'gladbach |
| 19   | Davanter          | Klaus Allofs          | 5 de desembre 1956  | -                 | FC Köln             |
| 20   | Migcampista       | Dieter Hoeneß         | 7 de gener 1953     | -                 | Bayern de Múnic     |
| 21   | Migcampista       | Wolfgang Rolff        | 26 de desembre 1959 | -                 | Hamburg             |
| 22   | Porter            | Eike Immel            | 27 de novembre 1960 | -                 | Borussia Dortmund   |
| Ent. | Franz Beckenbauer | Franz Beckenbauer     | Franz Beckenbauer   | Franz Beckenbauer | Franz Beckenbauer   |

## Marroc
| #    | Posició     | Nom                    | Naixement           | P. Sel.    | Club             |
| ---- | ----------- | ---------------------- | ------------------- | ---------- | ---------------- |
| 1    | Porter      | Badou Zaki             | 2 d'abril 1959      | -          | Wydad Casablanca |
| 2    | Defensa     | Labid Khalifa          | 1955                | -          | Kenitra AC       |
| 3    | Defensa     | Abdelmajid Lamriss     | 12 de febrer 1959   | -          | FAR Rabat        |
| 4    | Defensa     | Mustafa El Biyaz       | 12 de desembre 1960 | -          | KAC Marrakesh    |
| 5    | Defensa     | Norredine Bouyahyaoui  | 7 de gener 1955     | -          | Kenitra AC       |
| 6    | Migcampista | Abdelmajid Dolmy       | 19 d'abril 1953     | -          | Raja Casablanca  |
| 7    | Migcampista | Mustafa El Haddaoui    | 28 de juliol 1961   | -          | Lausanne         |
| 8    | Migcampista | Aziz Bouderbala        | 26 de desembre 1960 | -          | Sion             |
| 9    | Davanter    | Abdelkrim Merry Krimau | 13 de gener 1955    | -          | Le Havre         |
| 10   | Migcampista | Mohammed Timoumi       | 15 de gener 1960    | -          | FAR Rabat        |
| 11   | Davanter    | Mustafa Merry          | 21 d'abril 1958     | -          | Valenciennes FC  |
| 12   | Porter      | Salahdine Hmied        | 1 de setembre 1961  | -          | FAR Rabat        |
| 13   | Davanter    | Abdelfettah Rhiati     | 25 de febrer 1963   | -          | Maghreb Fez      |
| 14   | Defensa     | Lahcen Ouadani         | 14 de juliol 1959   | -          | FAR Rabat        |
| 15   | Migcampista | Mouncif El Haddaoui    | 1962                | -          | AS Salé          |
| 16   | Davanter    | Azzedine Amanallah     | 7 d'abril 1956      | -          | Besançon RC      |
| 17   | Davanter    | Abderrazak Khairi      | 20 de novembre 1962 | -          | FAR Rabat        |
| 18   | Migcampista | Mohammed Sahil         | 11 d'octubre 1963   | -          | KAC Marrakesh    |
| 19   | Migcampista | Fadel Jilal            | 4 de març 1964      | -          | Wydad Casablanca |
| 20   | Defensa     | Abdellah Bidane        | 10 de setembre 1965 | -          | CODM Meknès      |
| 21   | Migcampista | Abdelaziz Souleimani   | 30 d'abril 1958     | -          | Maghreb Fez      |
| 22   | Porter      | Abdelfettah Mouddani   | 30 de juliol 1956   | -          | Kenitra AC       |
| Ent. | José Faria  | José Faria             | José Faria          | José Faria | José Faria       |

## Anglaterra
| #    | Posició      | Nom             | Naixement           | P. Sel.      | Club                |
| ---- | ------------ | --------------- | ------------------- | ------------ | ------------------- |
| 1    | Porter       | Peter Shilton   | 18 de setembre 1949 | -            | Southampton         |
| 2    | Defensa      | Gary Stevens    | 27 de març 1963     | -            | Everton             |
| 3    | Defensa      | Kenny Sansom    | 26 de setembre 1958 | -            | Arsenal             |
| 4    | Migcampista  | Glenn Hoddle    | 27 d'octubre 1957   | -            | Tottenham Hotspur   |
| 5    | Defensa      | Alvin Martin    | 29 de juliol 1958   | -            | West Ham United     |
| 6    | Defensa      | Terry Butcher   | 28 de desembre 1958 | -            | Ipswich Town        |
| 7    | Migcampista  | Bryan Robson    | 11 de gener 1957    | -            | Manchester United   |
| 8    | Migcampista  | Ray Wilkins     | 14 de setembre 1956 | -            | Milan               |
| 9    | Davanter     | Mark Hateley    | 7 de novembre 1961  | -            | Milan               |
| 10   | Davanter     | Gary Lineker    | 30 de novembre 1960 | -            | FC Barcelona        |
| 11   | Migcampista  | Chris Waddle    | 14 de desembre 1960 | -            | Tottenham Hotspur   |
| 12   | Defensa      | Viv Anderson    | 29 d'agost 1956     | -            | Arsenal             |
| 13   | Porter       | Chris Woods     | 14 de novembre 1959 | -            | Norwich City        |
| 14   | Defensa      | Terry Fenwick   | 17 de novembre 1959 | -            | Queens Park Rangers |
| 15   | Defensa      | Gary A. Stevens | 30 de març 1962     | -            | Tottenham Hotspur   |
| 16   | Migcampista  | Peter Reid      | 30 de juny 1956     | -            | Everton             |
| 17   | Migcampista  | Trevor Steven   | 21 de setembre 1963 | -            | Everton             |
| 18   | Migcampista  | Steve Hodge     | 25 d'octubre 1962   | -            | Aston Villa         |
| 19   | Davanter     | John Barnes     | 7 de novembre 1963  | -            | Watford             |
| 20   | Davanter     | Peter Beardsley | 18 de gener 1961    | -            | Newcastle United    |
| 21   | Davanter     | Kerry Dixon     | 24 de juliol 1961   | -            | Chelsea             |
| 22   | Porter       | Gary Bailey     | 9 d'agost 1958      | -            | Manchester United   |
| Ent. | Bobby Robson | Bobby Robson    | Bobby Robson        | Bobby Robson | Bobby Robson        |

## Polònia
| #    | Posició            | Nom                  | Naixement           | P. Sel.            | Club               |
| ---- | ------------------ | -------------------- | ------------------- | ------------------ | ------------------ |
| 1    | Porter             | Józef Młynarczyk     | 20 de setembre 1953 | -                  | FC Porto           |
| 2    | Defensa            | Kazimierz Przybyś    | 11 de juliol 1960   | -                  | Widzew Łódź        |
| 3    | Defensa            | Władysław Żmuda      | 6 de juny 1954      | -                  | Cremonese          |
| 4    | Defensa            | Marek Ostrowski      | 22 de novembre 1959 | -                  | Pogoń Szczecin     |
| 5    | Defensa            | Roman Wójcicki       | 8 de gener 1958     | -                  | Widzew Łódź        |
| 6    | Migcampista        | Waldemar Matysik     | 27 de setembre 1961 | -                  | Górnik Zabrze      |
| 7    | Migcampista        | Ryszard Tarasiewicz  | 27 d'abril 1962     | -                  | Śląsk Wrocław      |
| 8    | Davanter           | Jan Urban            | 14 de maig 1962     | -                  | Górnik Zabrze      |
| 9    | Migcampista        | Jan Karaś            | 17 de març 1959     | -                  | Legia Warszawa     |
| 10   | Defensa            | Stefan Majewski      | 31 de gener 1956    | -                  | Kaiserslautern     |
| 11   | Davanter           | Włodzimierz Smolarek | 16 de juliol 1957   | -                  | Widzew Łódź        |
| 12   | Porter             | Jacek Kazimierski    | 17 d'agost 1959     | -                  | Legia Warszawa     |
| 13   | Migcampista        | Ryszard Komornicki   | 14 d'agost 1959     | -                  | Górnik Zabrze      |
| 14   | Defensa            | Dariusz Kubicki      | 6 de juny 1963      | -                  | Legia Warszawa     |
| 15   | Migcampista        | Andrzej Buncol       | 21 de setembre 1959 | -                  | Legia Warszawa     |
| 16   | Davanter           | Andrzej Pałasz       | 22 de juliol 1960   | -                  | Górnik Zabrze      |
| 17   | Davanter           | Andrzej Zgutczyński  | 1 de gener 1958     | -                  | Górnik Zabrze      |
| 18   | Defensa            | Krzysztof Pawlak     | 12 de febrer 1958   | -                  | Lech Poznań        |
| 19   | Porter             | Józef Wandzik        | 13 d'agost 1963     | -                  | Górnik Zabrze      |
| 20   | Migcampista        | Zbigniew Boniek      | 3 de març 1956      | -                  | Roma               |
| 21   | Migcampista        | Dariusz Dziekanowski | 30 de setembre 1962 | -                  | Legia Warszawa     |
| 22   | Davanter           | Jan Furtok           | 9 de març 1962      | -                  | GKS Katowice       |
| Ent. | Antoni Piechniczek | Antoni Piechniczek   | Antoni Piechniczek  | Antoni Piechniczek | Antoni Piechniczek |

## Portugal
| #    | Posició     | Nom               | Naixement           | P. Sel.     | Club        |
| ---- | ----------- | ----------------- | ------------------- | ----------- | ----------- |
| 1    | Porter      | Manuel Bento      | 25 de juny 1948     | -           | Benfica     |
| 2    | Defensa     | João Pinto        | 21 de novembre 1961 | -           | FC Porto    |
| 3    | Migcampista | António Sousa     | 28 d'abril 1957     | -           | Sporting    |
| 4    | Defensa     | José Ribeiro      | 2 de novembre 1957  | -           | Boavista    |
| 5    | Defensa     | Álvaro            | 3 de gener 1961     | -           | Benfica     |
| 6    | Migcampista | Carlos Manuel     | 15 de gener 1958    | -           | Benfica     |
| 7    | Migcampista | Jaime Pacheco     | 22 de juliol 1958   | -           | Sporting    |
| 8    | Defensa     | Frederico         | 6 d'abril 1957      | -           | Boavista    |
| 9    | Davanter    | Fernando Gomes    | 22 de novembre 1956 | -           | FC Porto    |
| 10   | Davanter    | Paulo Futre       | 28 de febrer 1966   | -           | FC Porto    |
| 11   | Migcampista | Oscar Bandeirinha | 26 de novembre 1962 | -           | Académica   |
| 12   | Porter      | Jorge Martins     | 22 d'agost 1954     | -           | Belenenses  |
| 13   | Defensa     | António Morato    | 6 de novembre 1964  | -           | Sporting    |
| 14   | Migcampista | Jaime Magalhães   | 10 de juliol 1962   | -           | FC Porto    |
| 15   | Davanter    | António Oliveira  | 8 de juny 1958      | -           | Benfica     |
| 16   | Defensa     | José António      | 29 d'octubre 1957   | -           | Belenenses  |
| 17   | Davanter    | Diamantino        | 3 d'agost 1959      | -           | Benfica     |
| 18   | Migcampista | Luís Sobrinho     | 5 de maig 1961      | -           | Belenenses  |
| 19   | Davanter    | Rui Águas         | 28 d'abril 1960     | -           | Benfica     |
| 20   | Defensa     | Augusto Inácio    | 1 de febrer 1955    | -           | FC Porto    |
| 21   | Migcampista | António André     | 24 de desembre 1957 | -           | FC Porto    |
| 22   | Porter      | Vítor Damas       | 8 d'octubre 1947    | -           | Sporting    |
| Ent. | José Torres | José Torres       | José Torres         | José Torres | José Torres |